# Девочка Никто
«Девочка Никто» (пол. Panna Nikt) — кинофильм польского режиссёра Анджея Вайды 1996 года.

## Сюжет
15-летняя Марыся девочка из бедной семьи, вместе с родителями переехала в город. Скромной девочке Марысе тяжело найти друзей в новом окружении. Её внимание привлекают две девочки из её класса: живая и самоуверенная Кася и красивая богатая девочка по имени Ева. Новые впечатления совершенно сбили с толку Марысю. Из скромной, стеснительной девочки она превращается в красивую, элегантную молодую женщину. Ей кажется, что перед ней открываются новые горизонты, и она начинает смотреть на людей сверху вниз.
Фильм повествует о внутренней душевной борьбе человека и жестокой борьбе за человеческую душу сил духа и материи. За душу простую и наивную, как у главной героини фильма. Одну из душ, за которые боролся Иисус Христос.
Попав в агрессивное городское окружение из деревни, девочка, чувствует себя маргиналом. Помогает (или мешает?) ей только вера и интериоризованные христианские ценности. Дружба с одноклассницами способствует эгоцентрическому самоутверждению героини и актуализации темных неосознаваемых сторон её личности. На фоне перипетий сюжета фильма, страданий и вызовов судьбы девочка остается-таки светлой личностью, способной на сопереживание. Очень философски на этом фоне смотрится название фильма: вопрос в знаке этого утверждения[стиль].

## В ролях
- Анна Вельгуцка — Марыся
- Анна Муха — Кася
- Анна Повежа — Ева
- Малгожата Печинска — мать Каси
- Мария Клейдыш — тётка Каси
- Малгожата Потоцкая — мать Евы
- Лешек Телешиньский — отец Евы
- Станислава Целиньска — мать Марыси
- Ян Янга-Томашевский — отец Марыси
- Эльжбета Каркошка — учительница рисования
- Тадеуш Хук — учитель

## Съёмочная группа
- Автор сценария: Пивоварский, Радослав по одноименному роману Томека Трызны
- Режиссёр-постановщик: Вайда, Анджей
- Продюсер: Моргенштерн, Януш
- Оператор-постановщик: Птак, Кшиштоф
- Композитор: Кожинский, Анджей
- Художник-постановщик: Сосновский, Януш
- Оператор: Кшиштоф Птак

- Производство: Wytwornia Filmow Dokumentalnych, Zespol Filmowy «Perspektywa»